# Surprise Spur
Il Surprise Spur (in lingua inglese: sperone sorpresa) è un prominente sperone roccioso antartico, il più settentrionale dei tre speroni presenti sul fianco sudoccidentale dell'Ackerman Ridge, nelle La Gorce Mountains, catena montuosa che fa parte dei Monti della Regina Maud, in Antartide. 
Fu mappato dall'United States Geological Survey sulla base di ispezioni in loco e di foto aeree scattate dalla U.S. Navy nel 1960–64. 
La denominazione è stata assegnata dalla New Zealand Geological Survey Antarctic Expedition (NZGSAE) (1969–70), perché lo sperone si trova nel mezzo di una estesa regione di basamento interamente roccioso, mentre le rocce sedimentarie leggermente alterate di questo sperone sembrano sorprendentemente appartenere alla più recente serie Beacon, che deriva il suo nome dalle Beacon Heights nelle Quatermain Mountains.